# 두 사람/VIVIVID PARTY!
〈두 사람/VIVIVID PARTY!〉(일본어: ふたり/VIVIVID PARTY! 후타리/비빗도 파티[*])는 유이카오리의 두 번째 싱글이다. 2010년 7월 21일에 스타 차일드에서 발매되었다.

## 개요
초회한정반과 통상반의 2형태로 발매되고 전자에서는 마이코 료와 공연한 PV를 포함한 DVD와 생사진이 봉입되어 있다.
〈두 사람〉은 TV 애니메이션 《kiss×sis》 최종회 닫는 곡으로서 사용됐다.

## 수록곡
CD
1. 두 사람(ふたり) [4:03]
  - 작사: 오모리 쇼코, 작곡 · 편곡: 타카하시 나나

TV 애니메이션 《kiss×sis》 최종회 엔딩 테마
2. VIVIVID PARTY! [4:19]
  - 작사: 아키요시 후미에, 작곡 · 편곡: 미야자키 마코토
3. 두 사람 (off vocal ver)
4. VIVIVID PARTY! (off vocal ver.)

DVD
1. VIVIVID PARTY! (MUSIC CLIP)
2. 【유이카오리】VIVIVID PARTY!【춤춰 보고!】